# Giuseppe Di Capua
Giuseppe Di Capua, född den 15 mars 1958 i Salerno i Italien, är en italiensk roddare.
Han tog OS-silver i tvåa med styrman i samband med de olympiska roddtävlingarna 1992 i Barcelona.